# Edificis tradicionals ashantis
Els edificis tradicionals ashanti són representatius de l'arquitectura dels Ashanti amb una època de màxima esplendor el segle xviii. Es troba al nord-est de Koumassi, Ghana. Estan inscrits a la llista del Patrimoni de la Humanitat des del 1980.